# Tabel van gemeenten in Flevoland
Hieronder staat een tabel van alle gemeenten in de Nederlandse provincie Flevoland.
| Gemeente        | Inwoners | Landoppervlakte (km²) | Grootste plaatsen                         | Locatie        |
| --------------- | -------- | --------------------- | ----------------------------------------- | -------------- |
| Almere          | 226.630  | 129,19                | Almere: Haven, Buiten, Hout, Almere Poort | Kaart gemeente |
| Dronten         | 44.337   | 333,57                | Dronten, Biddinghuizen, Swifterbant       | Kaart gemeente |
| Lelystad        | 84.091   | 230,32                | Lelystad                                  | Kaart gemeente |
| Noordoostpolder | 50.050   | 458,17                | Emmeloord (gemeentehuis), Marknesse, Ens  | Kaart gemeente |
| Urk             | 21.929   | 13,15                 | Urk                                       | Kaart gemeente |
| Zeewolde        | 23.883   | 247,23                | Zeewolde                                  | Kaart gemeente |

Drenthe · Flevoland · Friesland · Gelderland · Groningen · Limburg · Noord-Brabant · Noord-Holland · Overijssel · Utrecht · Zeeland · Zuid-Holland